# Breakbeat
A breakbeat vagy breaks egy gyűjtőfogalom. Az elektronikus zenéhez áll közel, minimalisztikus jellegű. Jellegzetes vonása a 4/4-es tört ütem. A legtöbb elektronikus zene alapját egy lineáris ritmuslap jelenti, ám ennél a stílusnál a ritmikába csempészve tört hatást eredményez. Innen ered az elnevezése is.
Mivel a stílus még kialakulóban van, ezért egyelőre két irányvonalat különíthetünk el. Az egyik ilyen ág az ún. Florida-breaks nevét onnan kapta, ahol először megszületett (70-80-as évek) és elterjedt, vagyis Floridában. A nu skool breaks, a freestyle és electro műfajok keveréke.

## Ismertebb előadók
- Beatman & Ludmilla
- Stanton Warriors
- Tayo
- Steve Bug
- Plump DJ's
- Krafty Kuts
- Meat Katie
- Adam Freeland
- Sikztah
- Palotai
- Aeron Aether
- Beta
- Hybrid
- Lady Waks

## Nu skool breaks, mai Breakbeat
A stílus bázisa Anglia. A hiphop-ból eredeztethető. Gyakran tartalmaz ilyen elemeket (rap, szkrecss stb.) Gyorsabb (leggyakrabban) 120-140 bpm, tempójú. Ritmusképlete a Jungle-nél egyszerűbb, de szintén tört. A funky-s beütésű dalok sem ritkák. (A Funk-break egyik legjobb előadója a: Kraak & Smaak)
Nagyon sok más zenei stílussal, hangzással találkozhatunk egy-egy dalon belül is, pl:
Hip-Hop, Funky, Funk, House (Introspective), Progressive House, Elektro, Ragga (Aquasky & The Ragga Twins), Tribal, Acid. De legtöbbet a minimal techno-val.
Hangszerelésében gitár is található.